# Klippan 9

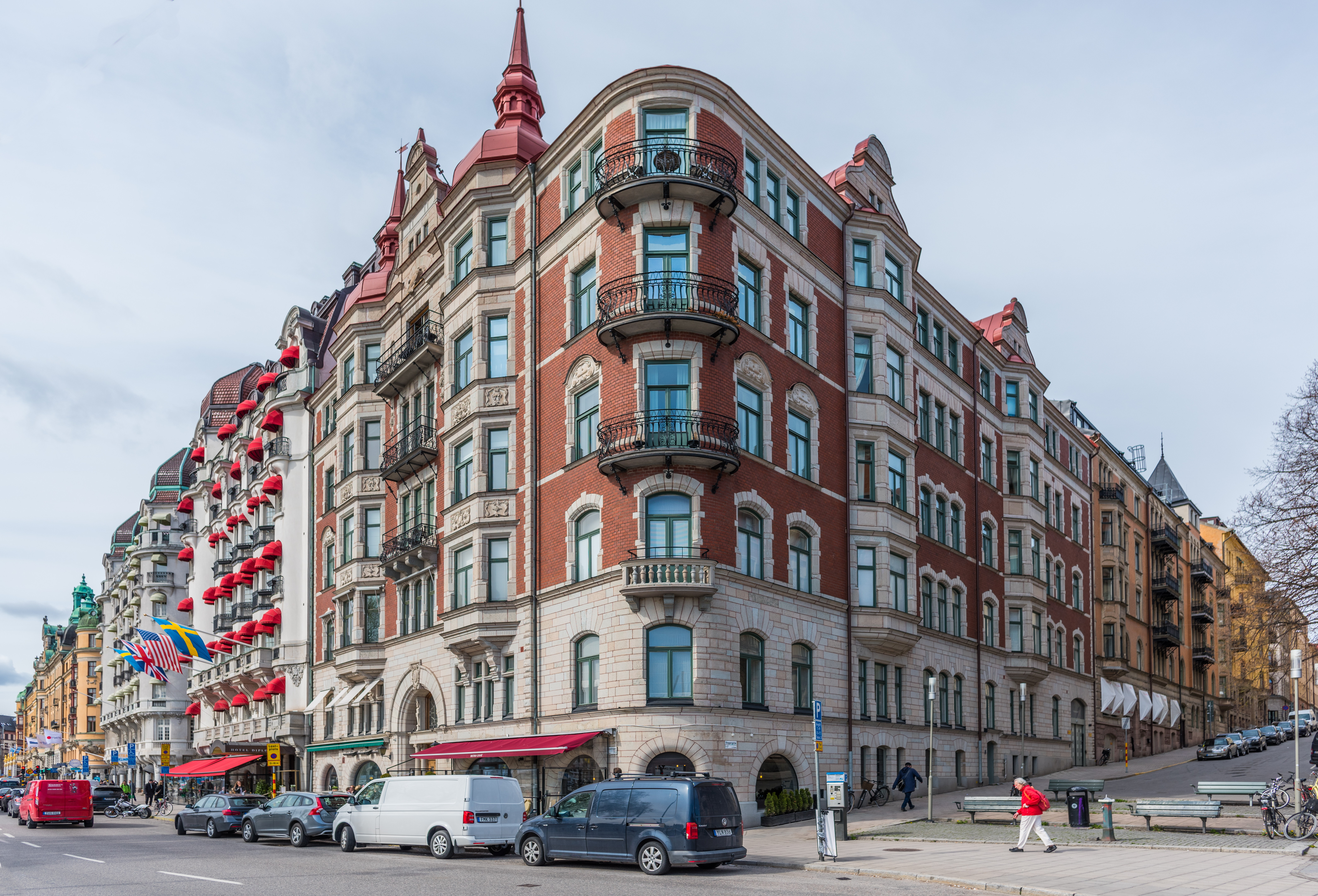
Strandvägen 9 / Skeppargatan 1 i maj 2018.

Klippan 9 är en kulturhistoriskt värdefull fastighet i kvarteret Klippan vid hörnet Strandvägen 9 / Skeppargatan 1 på Östermalm i Stockholm. Byggnaden uppfördes 1897–1900 efter ritningar av arkitekt Johan Laurentz och är grönmärkt av Stadsmuseet i Stockholm vilket innebär "särskilt värdefull från historisk, kulturhistorisk, miljömässig eller konstnärlig synpunkt".

## Byggnadsbeskrivning
Fastigheten Klippan 9 hade förvärvats av storbyggmästaren Johan Bengtson som uppträdde kring sekelskiftet 1900 både som byggmästare och byggherre och ofta byggde han på spekulation, så även i detta fall. Han uppförde samtidigt ytterligare ett bostadshus i kvarteret Klippan (Klippan 6) och 1885 hade han byggt huset på Ädelman mindre 11 (Strandvägen 17). Till arkitekt anlitade han då Johan Laurentz som även formgav byggnaden vid Strandvägen 9. Huset på Klippan 9 kom att bli det första i kvarteret med fasad mot den nyanlagda Strandvägen. De första hyresgästerna flyttade in år 1900.
Laurentz ritade en påkostad hörnbyggnad i fem våningar med bostäder och en souterrängvåning med affärslokaler. Fasaderna uppfördes av rött murtegel med omfattande utsmyckningar i ljus kalksten. I höjd med souterräng- och bottenvåning kläddes fasaden med kalksten. Mot Strandvägen dominerar två burspråk i fyra våningar som kröns av spetsiga tornhuvar. Mot Skeppargatan finns liknande burspråk, dock utan tornhuvar. Karakteristiska är även de rundade hörnbalkongerna med smidesräcken.

### Ritningar från 1897

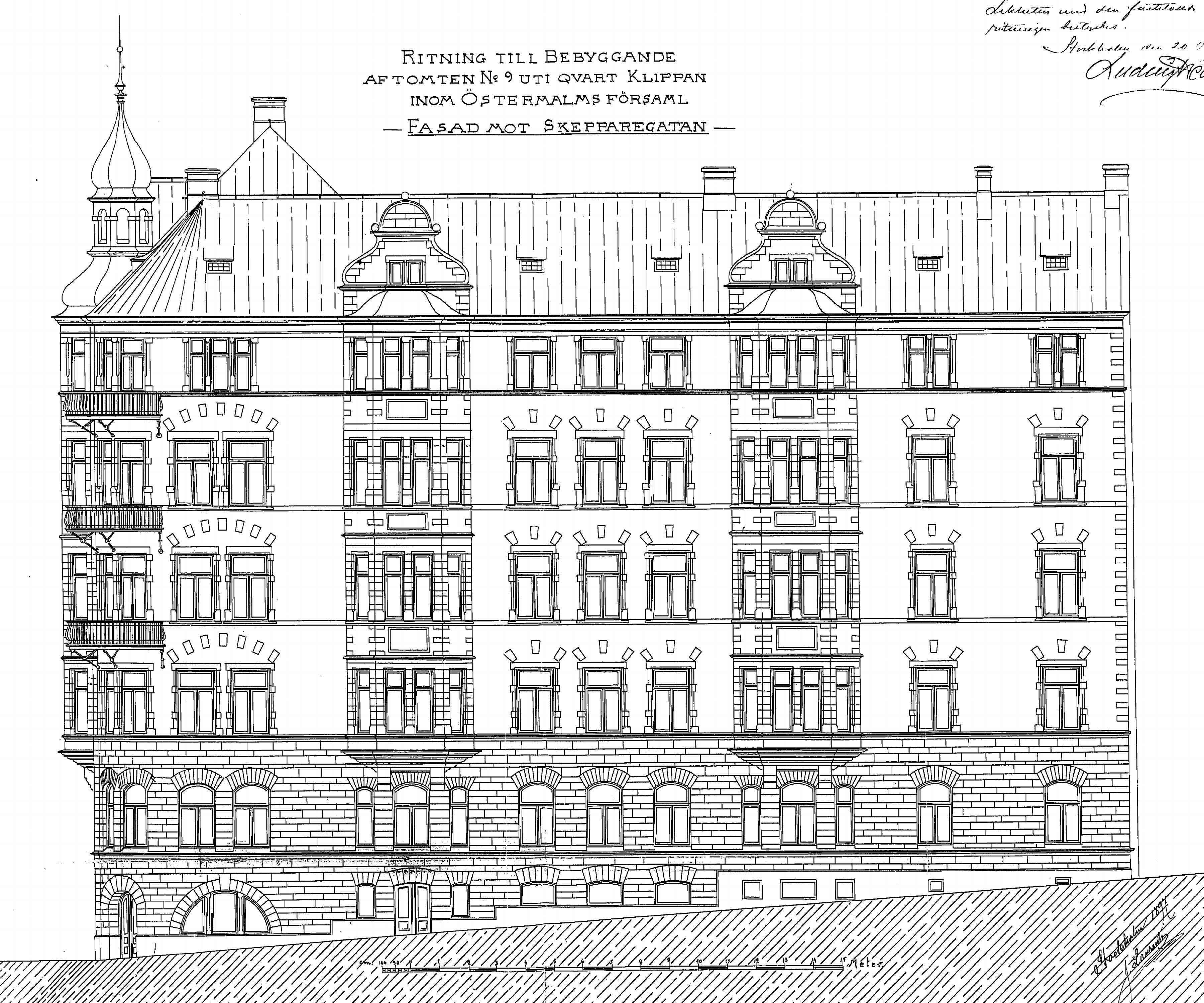
Fasad mot Skeppargatan.
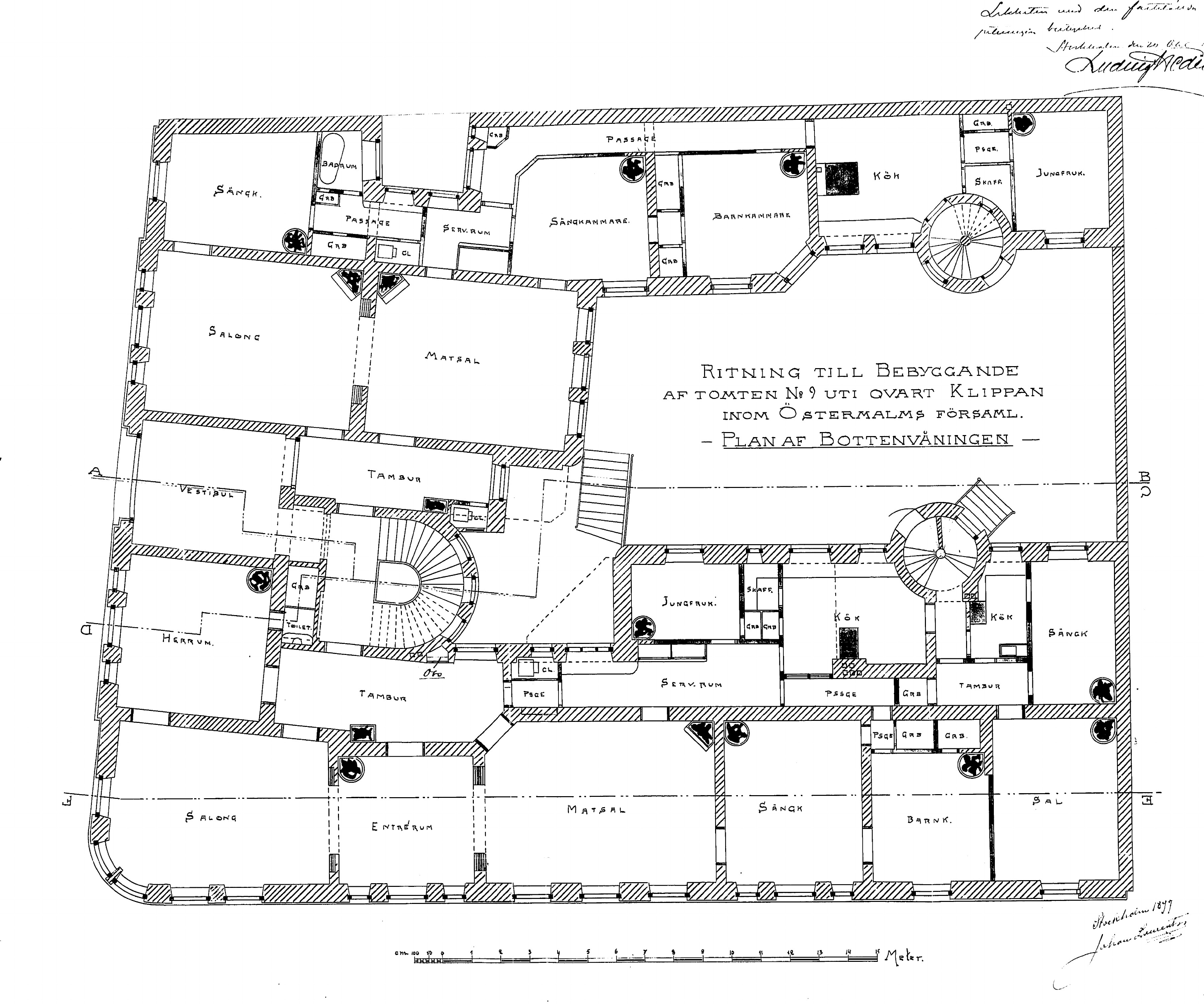
Bottenvåning.
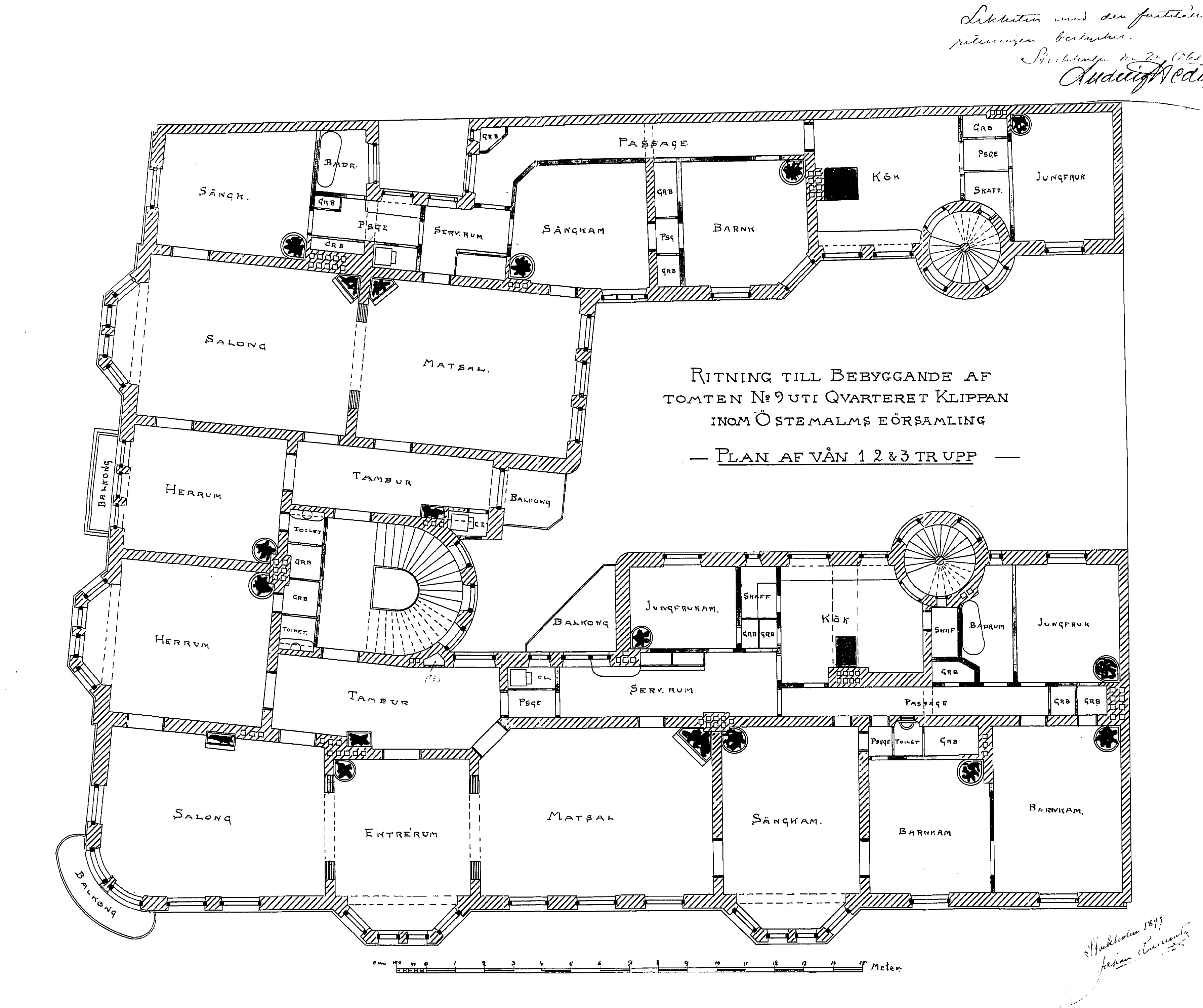
Våning 1–3 trappor.
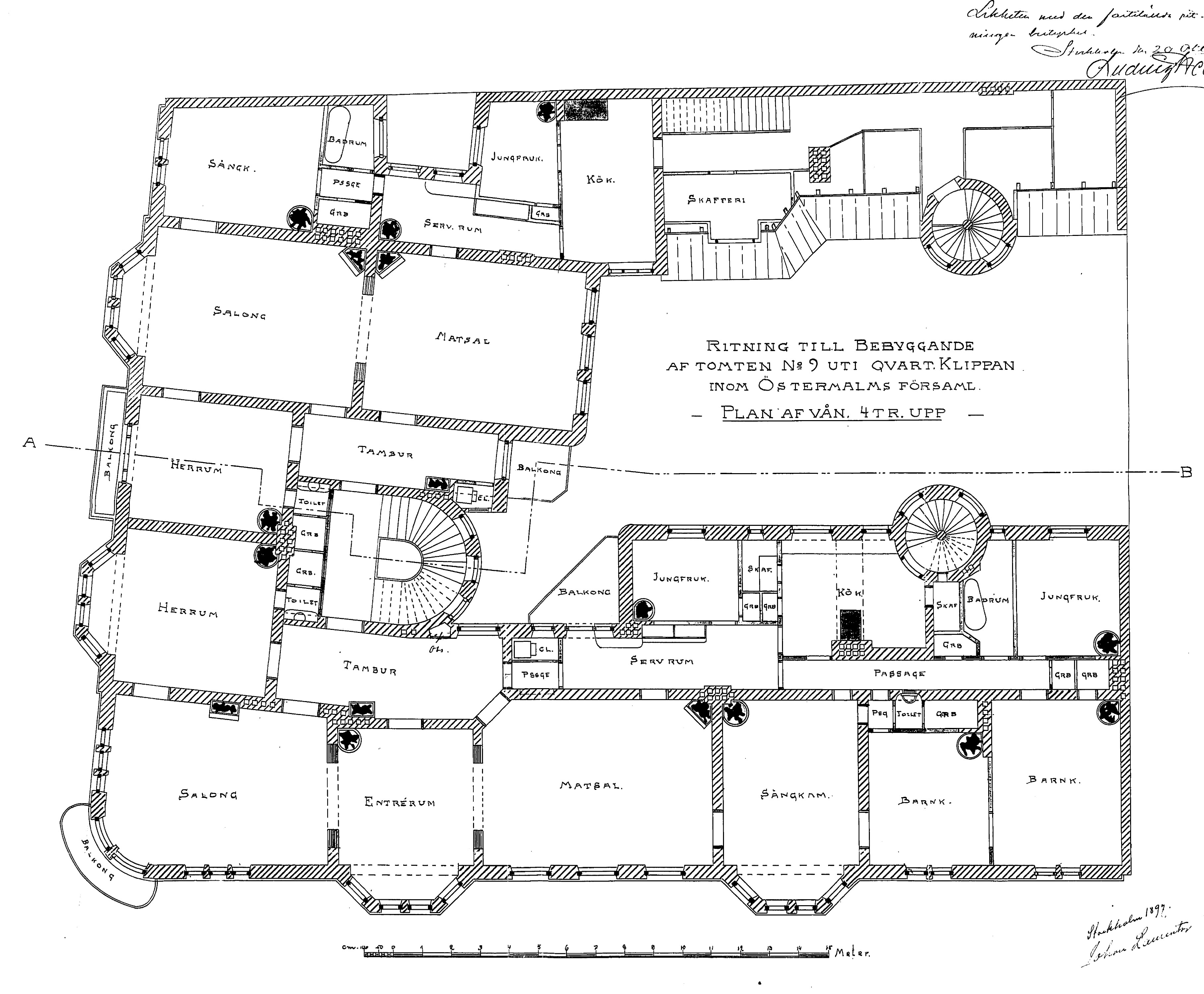
Våning 4 trappor.
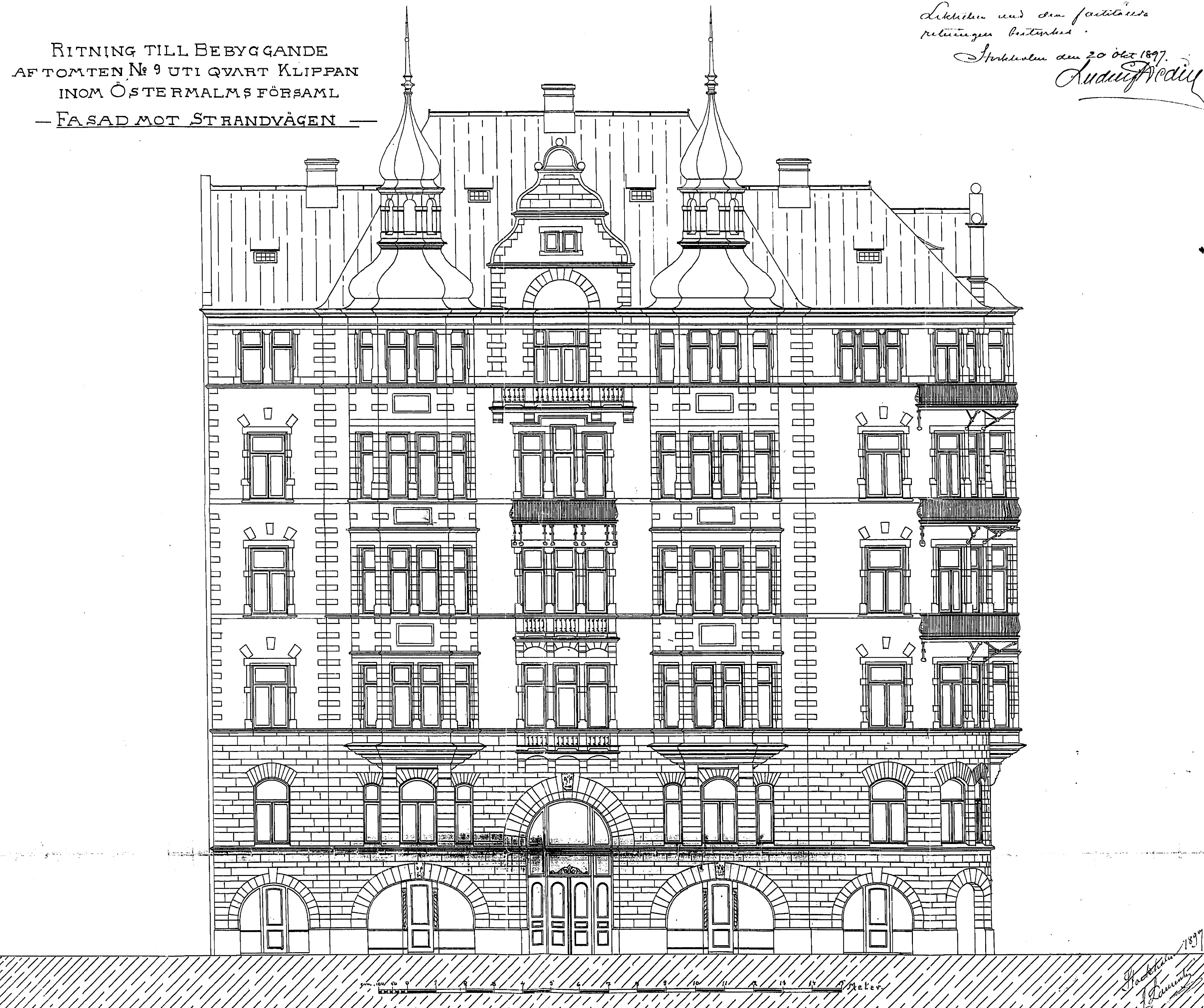
Fasad mot Strandvägen.

### Interiör
Byggherren Bengtson vände sig till den väl beställda samhällsklassen som krävde stora, bekväma bostäder. Varje våningsplan innehöll enbart två stora lägenheter om nio rum och kök (hörnet Strandvägen / Skeppargatan) respektive sju rum och kök. Där ingick ett badrum, torrtoalett, jungfrurum (ett eller två), serveringsgång och stor tambur. Köksregionen nåddes via var sin kökstrappa från bakgården. Herrskap och tjänstefolk skulle helst inte springa på varandra. Någon hiss fanns inte och rummen värmdes med kakelugnar och öppna spisar. Den större lägenhetens mest exklusiva rum (salongen) placerades i husets ytterhörn och fick den rundade balkongen. Just här gör Strandvägen en svag böj varför de boenden fick en vidsträckt panoramablick över Ladugårdslandsviken, Blasieholmen, Skeppsholmen och Södra Djurgårdens västra delar. 
Först 1928 moderniserades badrummen och vattentoaletter installerades samtidigt drogs centralvärme in i huset. Vid Stadsmuseets inventering på 1970-talet bevarade besökta lägenheter ursprungligt skick med bland annat mönstrade parkettgolv, paneler av olika slag, dörrar med rund fyllning och rika 
stucktak. I salen fanns kassetterat tak och turkos jugendkakelugn och i salongen en öppen spis i kolmårdsmarmor.

Interiörbilder från omkring 1904
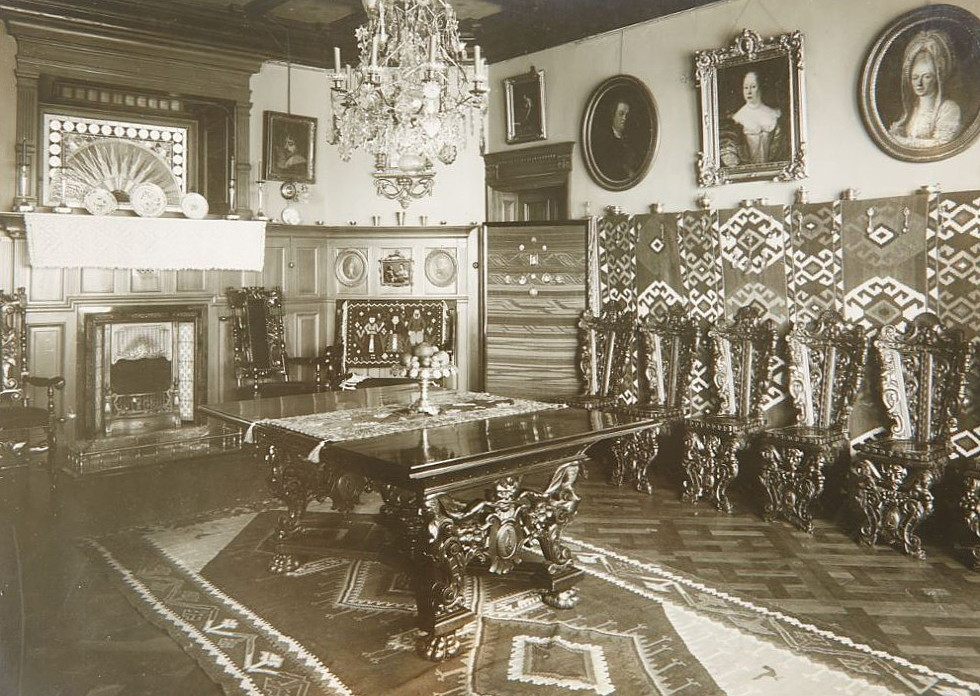
Salongen i Helena och Axel Olsons lägenhet.
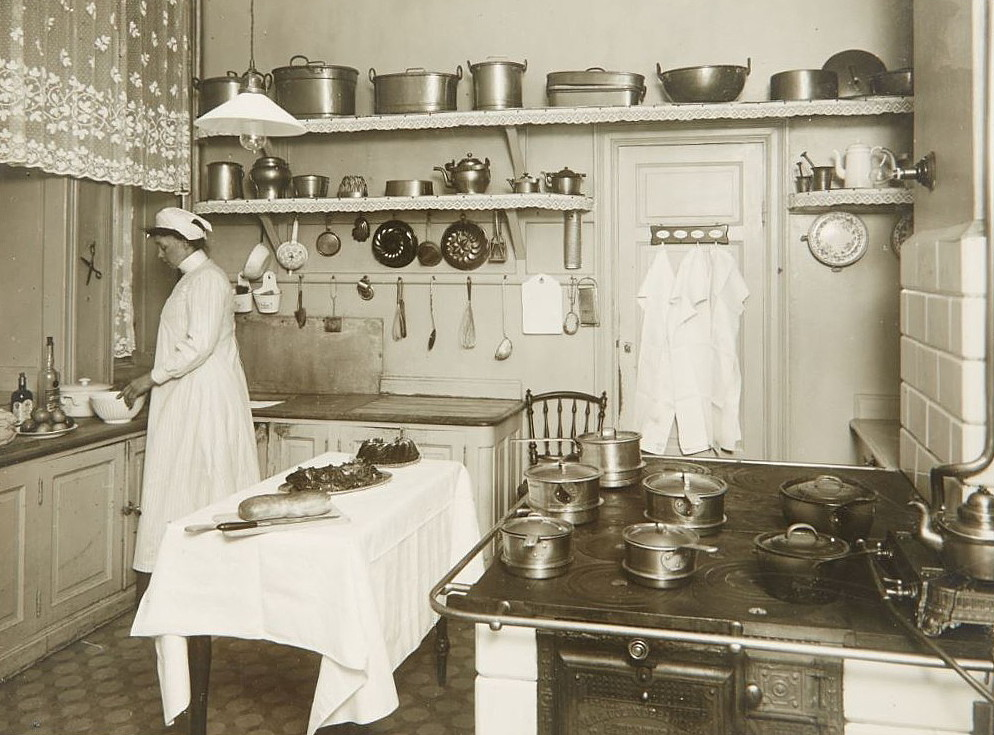
Köket i Helena och Axel Olsons lägenhet.

### Ägare och boenden
År 1904 uppger Stockholms adresskalender friherren Carl Carlson Bonde som fastighetsägare. Han förvärvade huset 1901 från Bengtson och gjorde det till fideikommiss. Bland hyresgäster detta år omnämns bland andra bankdirektören Ernest Thiel och varuhusdirektören Joseph Sachs. Efter Carl Carlson Bondes död 1913 övergick ägarskapet till sonen, hovjägmästaren Carl Gotthard Bonde. Fastigheten var i familjen Bondes ägo till 1988 då bostadsrättsföreningen Klippan 9 förvärvade husets och dess elva lägenheter med storlekar mellan 130 m² och 360 m².
Mellan 1982 och 2010 låg Michelinkrogen Paul & Norbert i husets markplan.

## Referenser

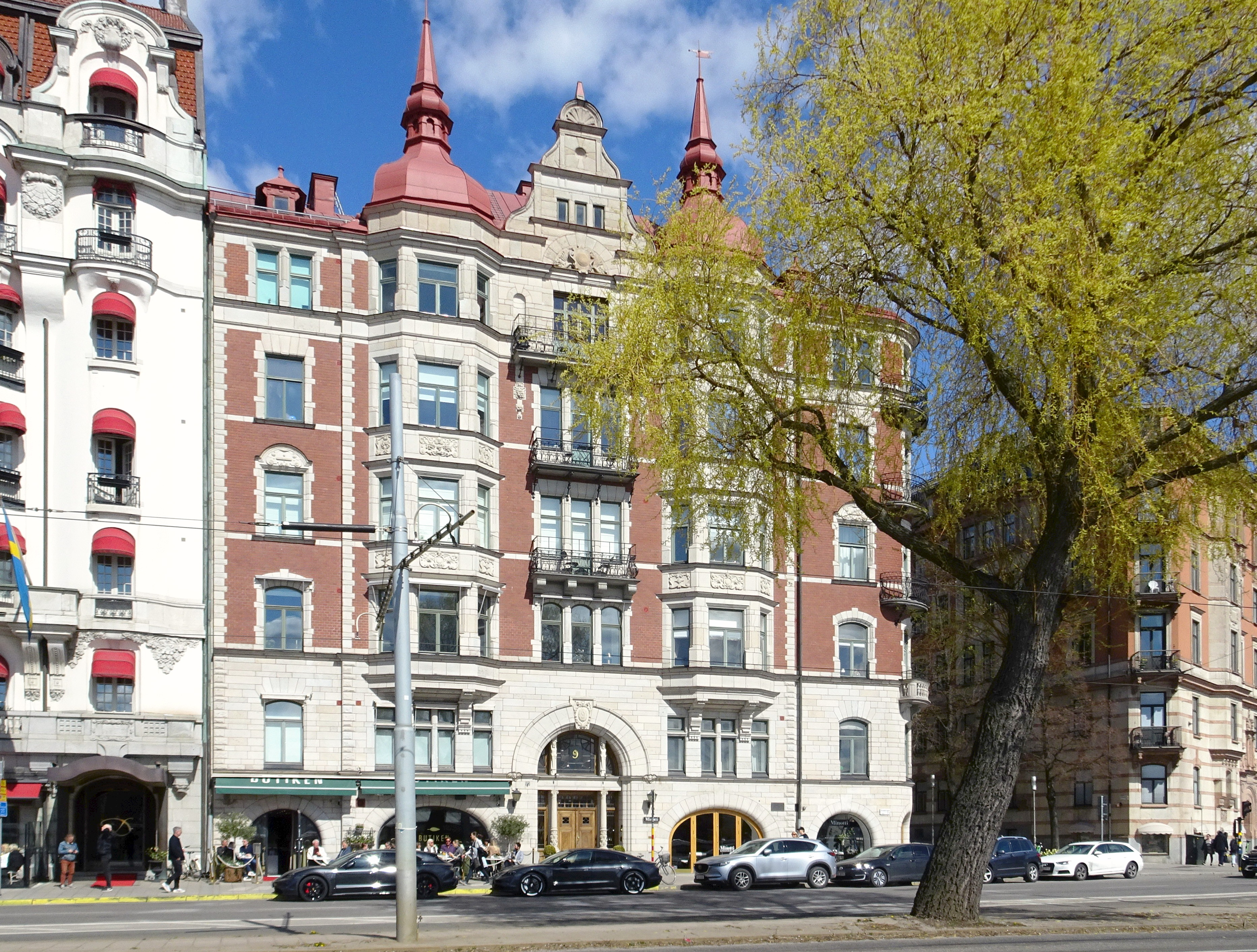
Strandvägen 9, maj 2022.